# South Australian Register
The Register, à l'origine South Australian Gazette and Colonial Register, et plus tard South Australian Register, fut le premier journal d'Australie-Méridionale. Il a été publié pour la première fois à Londres en juin 1836, puis transféré à Adélaïde en 1837 et intégré à The Advertiser près d'un siècle plus tard en février 1931.
Le journal était la seule source primaire pour presque toutes les informations sur la colonisation et les débuts de l'histoire de l'Australie-Méridionale. Il documentait les horaires d'expédition, l'histoire juridique et les dossiers judiciaires à une époque où les dossiers officiels n'étaient pas conservés. Selon la Bibliothèque nationale d'Australie, ses pages contiennent "cent ans de naissances, de décès, de mariages, de crimes, d'histoire de la construction, de l'établissement de villes et d'entreprises, de commentaires politiques et sociaux".
Tous les numéros sont disponibles gratuitement en ligne, via Trove.

## Histoire
The Register a été conçu par Robert Thomas, un papetier, qui avait acheté pour sa famille 134 acres (54 hectares) de terres dans la future province d'Australie du Sud après avoir été impressionné par les idées d'Edward Gibbon Wakefield . Le premier numéro (imprimé par William Clowes &amp; Sons, Duke-street, Stamford-street, Lambeth, Londres)  , parut à Londres le 18 juin 1836 avec son ami et partenaire, George Stevenson, comme éditeur. Thomas s'est embarqué pour l'Australie du Sud à bord de l' "Africaine"" plus tard cette année-là, arrivant le 10 novembre 1836 avec sa famille et son équipement pour créer une imprimerie .  Six mois se sont écoulés avant que la première édition coloniale du The Register ne soit imprimée, le 3 juin 1837, dans une petite hutte de terre sur Town Acre n ° 56  dans Hindley Street, près de ce qui s'appelle maintenant Register Place.